# Ingrid Felipe
Ingrid Felipe, née le 22 août 1978 à Hall en Tyrol, est une femme politique autrichienne.
Elle est élue porte-parole des Verts - L'Alternative verte en juin 2017 mais doit abandonner sa fonction après les élections législatives du 15 octobre suivant, quand son parti subit un échec cuisant en perdant la totalité des sièges qu'il détenait.